# Мамалыга (Черновицкая область)
Мамалы́га (укр. Мамалига) — село в Днестровском районе Черновицкой области Украины. Административный центр Мамалыговской сельской общины
Расположено на левом берегу реки Прут. До 2020 года входило в Новоселицкий район.
Население по переписи 2001 года составляло 2589 человек. Почтовый индекс — 60364. Телефонный код — 3733. Код КОАТУУ — 7323084301.
В селе находится контрольно-пропускной пункт границы с Молдавией и Румынией.